# منتخب جزر فارو تحت 21 سنة لكرة القدم
منتخب جزر الفارو تحت 21 سنة لكرة القدم هو الممثل الرسمي لجزر الفارو في بطولات كرة القدم تحت 21 سنة. يشارك الفريق في بطولة أوروبا تحت 21 لكرة القدم التي تقام كل عامين.